# Lago Kulul
El lago Kulul es un lago de África localizado en la depresión de Afar y es el punto más bajo de Eritrea. Está localizado en la región de Semenawi Keyih Bahri. 